# Avilla (Missouri)
Avilla és una població dels Estats Units a l'estat de Missouri. Segons el cens del 2000 tenia 137 habitants.

## Demografia
Segons el cens del 2000, Avilla tenia 137 habitants, 53 habitatges, i 41 famílies. La densitat de població era de 264,5 habitants per km².
Dels 53 habitatges en un 32,1% hi vivien nens de menys de 18 anys, en un 62,3% hi vivien parelles casades, en un 9,4% dones solteres, i en un 22,6% no eren unitats familiars. En el 17% dels habitatges hi vivien persones soles el 3,8% de les quals corresponia a persones de 65 anys o més que vivien soles. El nombre mitjà de persones vivint en cada habitatge era de 2,58 i el nombre mitjà de persones que vivien en cada família era de 2,88.
Per edats la població es repartia de la següent manera: un 27,7% tenia menys de 18 anys, un 7,3% entre 18 i 24, un 27% entre 25 i 44, un 28,5% de 45 a 60 i un 9,5% 65 anys o més.
L'edat mediana era de 36 anys. Per cada 100 dones de 18 o més anys hi havia 102 homes.
La renda mediana per habitatge era de 21.750 $ i la renda mediana per família de 25.000 $. Els homes tenien una renda mediana de 27.500 $ mentre que les dones 13.750 $. La renda per capita de la població era d'11.673 $. Entorn del 13,3% de les famílies i el 18,9% de la població estaven per davall del llindar de pobresa.

## Poblacions més properes
El següent diagrama mostra les poblacions més properes.